# 中国百年百大考古发现
中国百年百大考古发现是中国考古学会、中国文物报社为纪念中国现代考古学诞生百年而评选的考古发现名录，于2021年10月18日在第三届中国考古学大会公布。列入的考古发现时间跨度将近200万年，包括旧石器时代5项，新石器时代33项，夏商时期10项，两周时期15项，秦汉时期16项，三国至隋唐时期9项，宋辽金元时期9项，明清时期3项，类型上包括聚落、城址、墓葬、洞穴遗址、矿冶遗址、陶瓷窑址、沉船遗址等多种类型。

## 列表
名单按时代之先后排列如下：

### 旧石器（5项）
- 北京周口店遗址
- 河北阳原泥河湾遗址群
- 山西襄汾丁村遗址
- 辽宁营口金牛山遗址
- 宁夏灵武水洞沟遗址

### 新石器（33项）
- 河北武安磁山遗址
- 山西夏县西阴村遗址
- 山西襄汾陶寺遗址
- 内蒙古敖汉旗兴隆洼遗址
- 辽宁朝阳牛河梁遗址
- 上海青浦崧泽遗址
- 浙江浦江上山遗址
- 浙江余姚河姆渡遗址
- 浙江余杭良渚遗址
- 安徽含山凌家滩遗址
- 福建闽侯昙石山遗址
- 江西万年仙人洞、吊桶环遗址
- 山东泰安大汶口遗址
- 山东章丘城子崖遗址
- 河南舞阳贾湖遗址
- 河南新郑裴李岗遗址
- 河南渑池仰韶村遗址
- 河南三门峡庙底沟遗址
- 河南巩义双槐树遗址
- 湖北荆门屈家岭遗址
- 湖北天门石家河遗址
- 湖南道县玉蟾岩遗址
- 湖南澧县城头山遗址
- 广西桂林甑皮岩遗址
- 重庆巫山大溪遗址
- 西藏昌都卡若遗址
- 陕西神木石峁遗址
- 陕西西安半坡遗址
- 陕西临潼姜寨遗址
- 甘肃秦安大地湾遗址
- 甘肃临洮马家窑遗址
- 青海民和喇家遗址
- 香港马湾岛东湾仔北遗址

### 夏商（10项）
- 江西新干商代大墓
- 河南偃师二里头遗址
- 河南偃师商城遗址
- 河南郑州商城遗址
- 河南安阳殷墟（含洹北商城、后冈遗址）
- 湖北黄陂盘龙城遗址
- 湖北大冶铜绿山古铜矿遗址
- 四川广汉三星堆遗址
- 新疆若羌小河墓地
- 台湾卑南遗址

### 两周（15项）
- 北京琉璃河遗址
- 河北易县燕下都遗址
- 河北平山战国中山王墓
- 山西临汾晋侯墓地及曲村－天马遗址
- 山西侯马晋国遗址
- 山东临淄齐国故城
- 山东曲阜鲁国故城
- 河南三门峡虢国墓地
- 河南洛阳东周王城遗址
- 湖北随州曾侯墓群
- 四川成都金沙遗址
- 陕西宝鸡周原遗址
- 陕西西安丰镐遗址
- 陕西凤翔秦雍城遗址
- 甘肃张家川马家塬遗址

### 秦汉（16项）
- 北京大葆台汉墓
- 河北满城汉墓
- 吉林集安高句丽王城、王陵及贵族墓葬
- 江苏徐州汉楚王墓群
- 江西西汉海昏侯墓
- 山东临沂银雀山汉墓
- 湖北云梦睡虎地秦墓
- 湖南里耶古城遗址
- 湖南长沙马王堆汉墓
- 广东广州南越国宫署遗址及南越王墓
- 广西合浦汉墓群
- 云南晋宁石寨山古墓群
- 陕西汉长安城遗址
- 陕西秦咸阳城遗址
- 陕西秦始皇陵
- 新疆民丰尼雅遗址

### 三国至隋唐（9项）
- 河北临漳邺城遗址及磁县北朝墓群
- 黑龙江渤海国上京龙泉府遗址
- 河南汉魏洛阳城遗址
- 河南隋唐洛阳城遗址
- 陕西法门寺遗址
- 陕西唐大明宫遗址
- 甘肃敦煌莫高窟
- 青海都兰热水墓群
- 新疆吐鲁番阿斯塔那古墓群

### 宋辽金元（9项）
- 内蒙古辽上京遗址
- 内蒙古元上都遗址
- 黑龙江金上京会宁府遗址
- 浙江杭州南宋临安城遗址及官窑遗址
- 山东青州龙兴寺遗址
- 河南许昌白沙宋墓
- 广东“南海I号”沉船
- 贵州遵义海龙屯城址及播州杨氏土司墓群
- 宁夏西夏陵

### 明清（3项）
- 北京明定陵
- 江西景德镇御窑厂窑址
- 四川江口明末战场遗址